# Windenergie in Argentinien

Installierte Leistung in MW

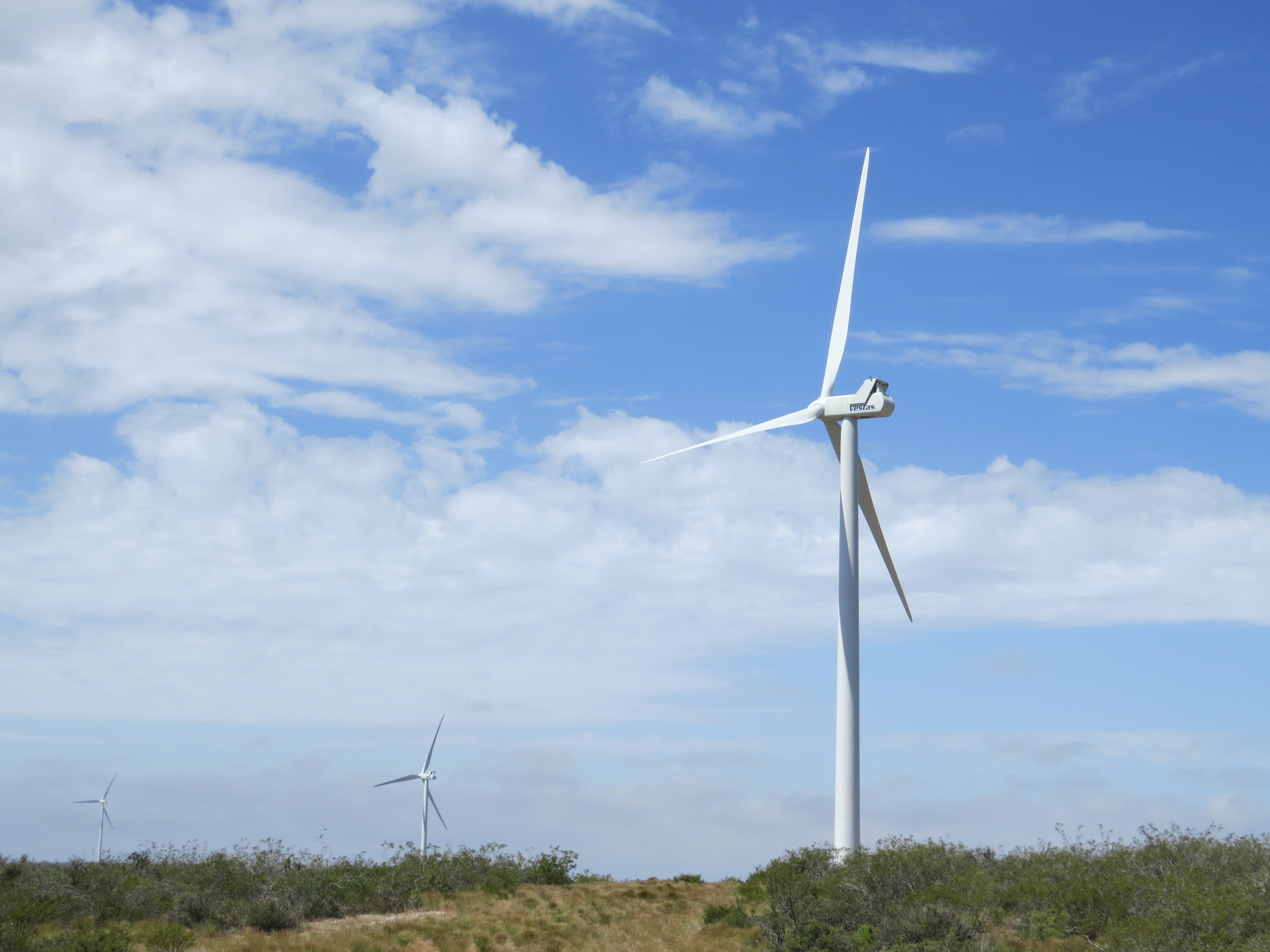
Windpark Rawson mit 55 Vestas-Windkraftanlagen

Die Windenergie in Argentinien spielt eine bedeutende Rolle bei der Stromerzeugung des Landes: 2021 lag der Anteil der Windenergie bei ca. 8 % der installierten Leistung und bei ca. 9 % der Stromerzeugung des Landes. In einem Großteil Argentiniens ist die Windenergienutzung möglich. Besonders günstige Windbedingungen finden sich in Patagonien, das sich zwischen dem 38. und dem 56. südlichen Breitengrad befindet. Es umfasst damit die Roaring Forties, die Westwindzone zwischen dem 40. und 50. Grad südlicher Breite. Die dort erreichbaren Kapazitätsfaktoren gehören zu den höchsten der Welt, beispielsweise 47 % in Pico Truncado.

## Installierte Leistung und Jahreserzeugung
Laut CIA verfügte Argentinien im Jahr 2020 über eine (geschätzte) installierte Leistung von insgesamt 44,731 GW (alle Kraftwerkstypen); der Stromverbrauch lag bei 121,563 Mrd. kWh. Die installierte Leistung der WKA stieg von 60 MW im Jahr 2010 auf 3292 MW im Jahr 2021; die Jahreserzeugung stieg von 0,8 TWh im Jahr 2012 auf 14 TWh im Jahr 2023.
| Jahr | Inst. Leist- ung (MW) | Erzeugung (TWh) | Anteil (%) |
| ---- | --------------------- | --------------- | ---------- |
| 2010 | 60                    |                 |            |
| 2011 | 129                   |                 |            |
| 2012 | 167                   | 0,8             |            |
| 2013 | 217                   | 1               |            |
| 2014 | 271                   | 0,6             |            |
| 2015 | 279                   | 0,6             |            |
| 2016 | 279                   | 0,5             |            |

| Jahr | Inst. Leist- ung (MW) | Erzeugung (TWh) | Anteil (%) |
| ---- | --------------------- | --------------- | ---------- |
| 2017 | 318                   | 0,61            |            |
| 2018 | 751                   | 1,40            |            |
| 2019 | 1609                  | 4,95            |            |
| 2020 | 2624                  | 9,32            |            |
| 2021 | 3292                  | 12,81           |            |
| 2022 | 3310                  | 14,03           |            |
| 2023 | 3706                  | 14,33           |            |
| 2024 | 4319                  |                 |            |

Es wird erwartet, dass die installierte Leistung bis 2035 auf ca. 15.000 MW ansteigen wird.